# Chilliwack-Hope (circonscription britanno-colombienne)
Pour les articles homonymes, voir Chilliwack (homonymie) et Hope.
Circonscription électorale provinciale du Canada
Chilliwack-Hope est une ancienne circonscription provinciale de la Colombie-Britannique représentée à l'Assemblée législative de la Colombie-Britannique de 2009 à 2017.

## Géographie
La circonscription représentait une partie de la ville de Chilliwack et de Hope.

## Liste des députés
| Législature | Années | Député | Député | Parti |
| Chilliwack-Hope Circonscription issue de Chilliwack-Kent, Chilliwack-Sumas, Maple Ridge-Mission, West Vancouver-Garibaldi et Yale-Lillooet | Chilliwack-Hope Circonscription issue de Chilliwack-Kent, Chilliwack-Sumas, Maple Ridge-Mission, West Vancouver-Garibaldi et Yale-Lillooet | Chilliwack-Hope Circonscription issue de Chilliwack-Kent, Chilliwack-Sumas, Maple Ridge-Mission, West Vancouver-Garibaldi et Yale-Lillooet | Chilliwack-Hope Circonscription issue de Chilliwack-Kent, Chilliwack-Sumas, Maple Ridge-Mission, West Vancouver-Garibaldi et Yale-Lillooet | Chilliwack-Hope Circonscription issue de Chilliwack-Kent, Chilliwack-Sumas, Maple Ridge-Mission, West Vancouver-Garibaldi et Yale-Lillooet |
| --- | --- | --- | --- | --- |
| 39e | 2009–2011 | | Barry Penner | Libéral |
| 39e | 2011-2013 | | Gwen O'Mahony | Néo-démocrate |
| 40e | 2013–2017 | | Laurie Throness | Libéral |
| Circonscription abolie, voir Chilliwack-Kent, Fraser-Nicola et West Vancouver-Sea to Sky                                                   | | | | |